# 孟庆占
孟庆占（1965年—），男，天津宝坻人，无党派人士，中国画家，宝坻书画院院长，中国美术家协会会员，中国艺术研究院艺术创作院研究员，天津市美术家协会理事，文化部青年联合会美术委员会副秘书长，天津美协花鸟画专业委员会副会长，天津市政协第十三届委员会委员，天津市政协第十四届委员会委员。作品《瑞羽和风》、《秋韵》被京西宾馆收藏。2012年，其创作的《春华秋实》获文化部群星美术大展银奖，并被人民大会堂收藏。